# Hydrangea kwangsiensis
Hydrangea kwangsiensis là một loài thực vật có hoa trong họ Tú cầu. Loài này được Hu mô tả khoa học đầu tiên năm 1931.